# بالتشقلو (مراغة)
بالتشقلو هي قرية في مقاطعة مراغة، إيران. عدد سكان هذه القرية هو 664 في سنة 2006.